# Museo Nacional de Sierra Leona
El Museo Nacional de Sierra Leona (en inglés: Sierra Leone National Museum) es el museo nacional de Sierra Leona. Localizado en el cruce de Siaka Stevens Street y Pademba Road, en el centro de Freetown, la capital del país.

## Historia
El origen del museo se remonta a antes de la independencia de Sierra Leona. La Comisión de Monumentos y Reliquias, presidida por el médico criollo M. C. F. Easmon, fue establecida en 1946 por una ordenanza "para proporcionar la preservación de monumentos antiguos, históricos y naturales, reliquias, y otros objetos de interés arqueológico, etnográfico, histórico o científico".
En 1953, el gobernador Sir Robert Hall animó a la formación de la Sierra Leone Society y luego promovió la fundación de un museo a sus miembros, principalmente expatriados coloniales y la élite criolla de la ciudad. En 1955, Hall ofreció arrendar la antigua central telefónica de Cotton Tree como ubicación temporal para el museo. El sitio fue renovado gradualmente, y el Museo de la Sierra Leone Society fue inaugurado oficialmente el 10 de diciembre de 1957 por el ministro en jefe Milton Margai.
Sierra Leona consolidó su independencia de Gran Bretaña en 1961. La Sierra Leone Society dejó de existir en 1964, pero se le otorgó a la Comisión de Monumentos y Reliquias la autoridad para "adquirir, mantener y administrar el Museo de Sierra Leona fundado por la Sierra Leone Society" en 1967, el mismo año que se convirtió en el museo nacional. La embajada alemana pagó una extensión, que se inauguró en 1987.
El gobierno rara vez ha brindado apoyo, y el museo todavía ocupa su ubicación original temporal. La curadora interina actual es Josephine Kargbo.

## Colección

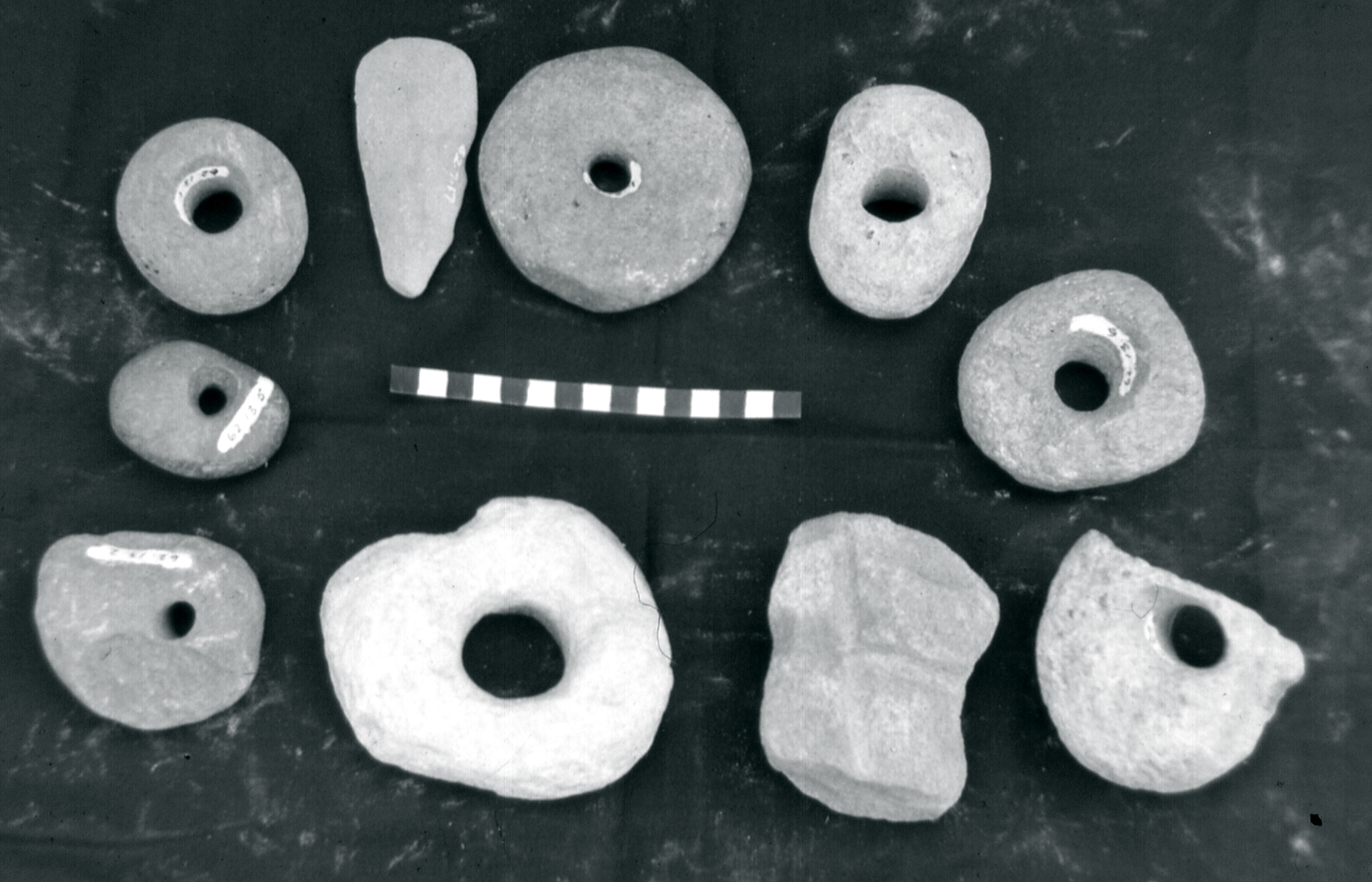
Piedras perforadas en el Museo Nacional de Sierra Leona.

En 2013, el museo mostró la única fotografía conocida del líder guerrillero temne Bai Bureh, quién en 1898 empezó una guerra contra el dominio británico.
El proyecto "Reanimación del Patrimonio Cultural: repatriación digital, redes de conocimiento y fortalecimiento de la sociedad civil en Sierra Leona después del conflicto" de la University College de Londres, en conjunto con el Ministerio de Cultura de Sierra Leona, el Museo Nacional y otras organizaciones y museos, han digitalizado 2000 objetos del museo, junto con muchos otros objetos de otras fuentes.